# Blepharipa carbonata
Blepharipa carbonata là một loài ruồi trong họ Tachinidae.